# Takeda Jiro
Jiro Takeda (sinh ngày 18 tháng 9 năm 1972) là một cầu thủ bóng đá người Nhật Bản.

## Sự nghiệp câu lạc bộ
Jiro Takeda đã từng chơi cho Cerezo Osaka và Vissel Kobe.